# Створення

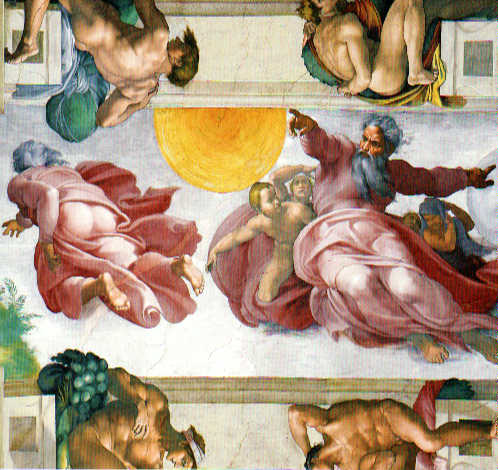
Створення зірок і планет. Сикстинська капела. Мікеланджело.

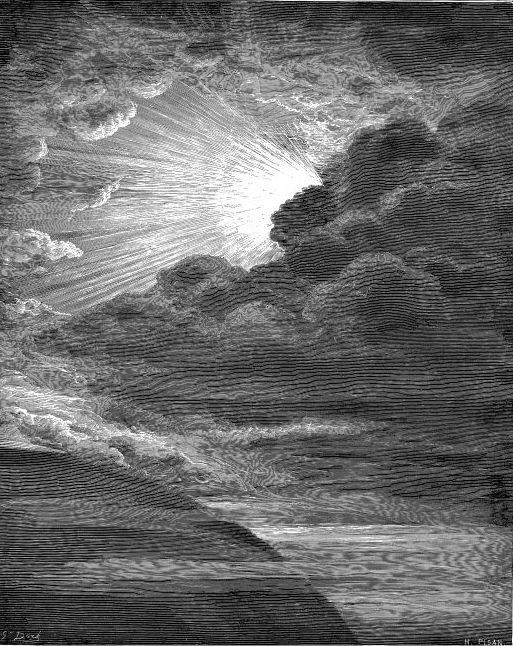
Густав Дор: Створення Світла

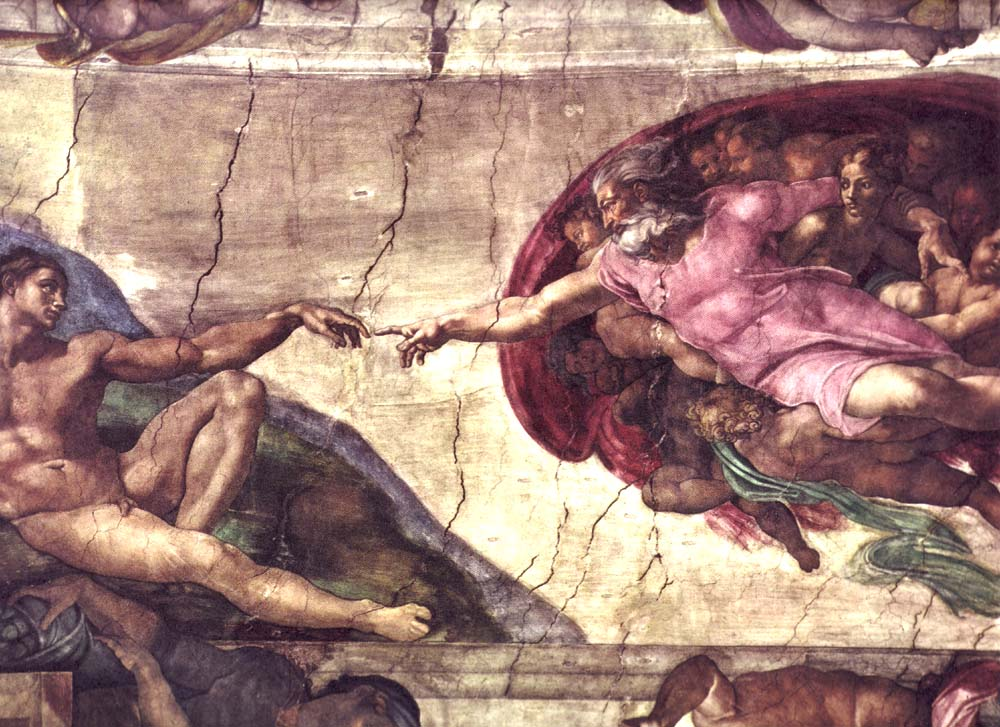
Мікеланджело: Створення Адама

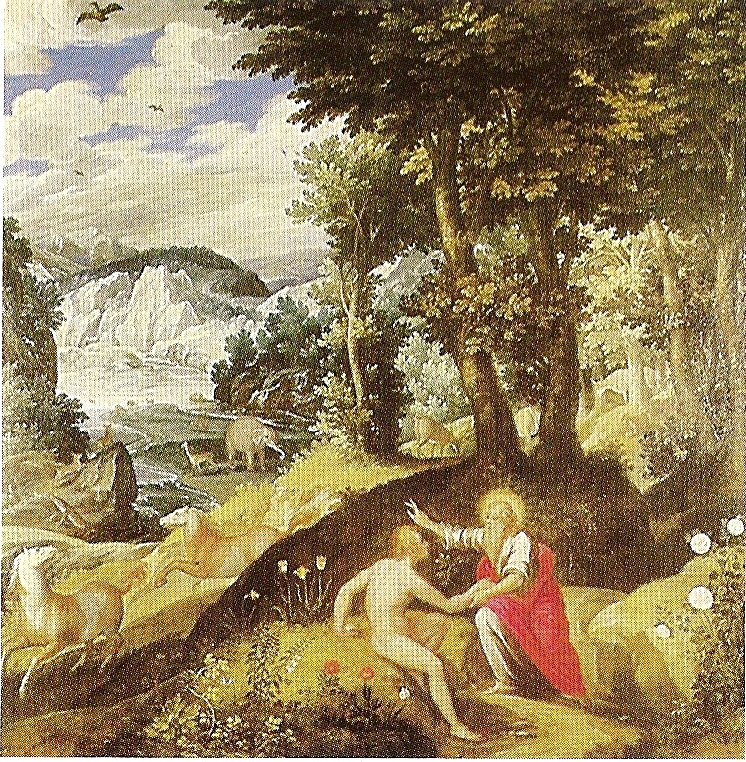
Ян Сонс: Створення Адама. Музей м. Парми, Італія

Ство́рення (англ. Creation, нім. Schöpfung, івр. בריאת העולם) — доктринальна позиція у багатьох релігіях та філософських системах вірувань, яка твердить, що за створенням всесвіту стоїть Божество. Богословські пояснення створення всесвіту можуть мати різноманітні форми, однією з основних є релігійна догма створення. Існують різновиди таких вірувань повністю сумісних з науковою точкою зору (як напр. креаціонізм).
Слід зазначити, що сам термін «створення світу» є антонімом у відношенні до терміна «походження Всесвіту», що вживається в природничих науках. Що стосується як антонімії «створення»-«походження», так і протиставлення невизначено-архаїчного «світ» космологічному терміну «Всесвіт».

## Християнство
У християнстві світ створений Богом і не є співвічний Богу. «Ті, що розмірковують, що матерія безпочаткова, так само як і ідеї, або співбезначальна Творцеві всього Бога, всупереч тому, що говорили: небо і земля минають, слова мої не минуть, вважають, що небо і земля, та інші творіння вічні і безначальні, і залишаться незмінними, тим самим, говоримо, самі наводять на голови прокляття Боже: анафема», — було прийнято на Константинопольському соборі у 1086 році.
Бог створив світ для себе і для того, щоб творіння брали участь в його благості. Св. Іоанн Дамаскін каже: "Як тільки благий і преблагий Бог не задовольнився спогляданням Себе Самого, але з надлишку благості схотів, щоб сталося щось, що в майбутньому користувалося б Його благодіяннями і було причетне Його благості, Він приводить з небуття в буття і творить все без вилучення, як невидиме, так і видиме, також і людину, складену з видимого і невидимого … ". У Притчах (16:4) сказано: «Все зробив Господь заради Себе».
Для істот моральних, метою Бог призначає поступове піднесення до богоподібності (Еф.1: 4; 3: 16; Мф.5: 48; 1 Ін. 3: 1; 1 Кор. 3: 22).

### Старий Заповіт: Книга Буття
Історія створення всесвіту описана в першій книзі Біблії, зокрема у перших головах Книги Буття:
| На початку Бог створив Небо та землю. А земля була пуста та порожня, і темрява була над безоднею, і Дух Божий ширяв над поверхнею води. І сказав Бог: Хай станеться світло! І сталося світло. І побачив Бог світло, що добре воно, і Бог відділив світло від темряви. І Бог назвав світло: День, а темряву назвав: Ніч. І був вечір, і був ранок, день перший. І сказав Бог: Нехай станеться твердь посеред води, і нехай відділяє вона між водою й водою. І Бог твердь учинив, і відділив воду, що під твердю вона, і воду, що над твердю вона. І сталося так. І назвав Бог твердь Небо. І був вечір, і був ранок день другий. І сказав Бог: Нехай збереться вода з-попід неба до місця одного, і нехай суходіл стане видний. І сталося так. І назвав Бог суходіл: Земля, а місце зібрання води назвав: Море. І Бог побачив, що добре воно. І сказав Бог: Нехай земля вродить траву, ярину, що насіння вона розсіває, дерево овочеве, що за родом своїм плід приносить, що в ньому насіння його на землі. І сталося так. І земля траву видала, ярину, що насіння розсіває за родом її, і дерево, що приносить плід, що насіння його в нім за родом його. І Бог побачив, що добре воно. І був вечір, і був ранок, день третій. І сказав Бог: Нехай будуть світила на тверді небесній для відділення дня від ночі, і нехай вони стануть знаками, і часами умовленими, і днями, і роками. І нехай вони стануть на тверді небесній світилами, щоб світити над землею. І сталося так. І вчинив Бог обидва світила великі, світило велике, щоб воно керувало днем, і світило мале, щоб керувало ніччю, також зорі. І Бог умістив їх на тверді небесній, щоб світили вони над землею, і щоб керували днем та ніччю, і щоб відділювали світло від темряви. І Бог побачив, що це добре. І був вечір, і був ранок, день четвертий. І сказав Бог: Нехай вода вироїть дрібні істоти, душу живу, і птаство, що літає над землею під небесною твердю. І створив Бог риби великі, і всяку душу живу плазуючу, що її вода вироїла за їх родом, і всяку пташину крилату за родом її. І Бог побачив, що добре воно. І поблагословив їх Бог, кажучи: Плодіться й розмножуйтеся, і наповнюйте воду в морях, а птаство нехай розмножується на землі! І був вечір, і був ранок, день п'ятий. І сказав Бог: Нехай видасть земля живу душу за родом її, худобу й плазуюче, і земну звірину за родом її. І сталося так. І вчинив Бог земну звірину за родом її, і худобу за родом її, і все земне плазуюче за родом його. І бачив Бог, що добре воно. І сказав Бог: Створімо людину за образом Нашим, за подобою Нашою, і хай панують над морською рибою, і над птаством небесним, і над худобою, і над усею землею, і над усім плазуючим, що плазує по землі. І Бог на Свій образ людину створив, на образ Божий її Він створив, як чоловіка та жінку створив їх. І поблагословив їх Бог, і сказав Бог до них: Плодіться й розмножуйтеся, і наповнюйте землю, оволодійте нею, і пануйте над морськими рибами, і над птаством небесним, і над кожним плазуючим живим на землі! І сказав Бог: Оце дав Я вам усю ярину, що розсіває насіння, що на всій землі, і кожне дерево, що на ньому плід деревний, що воно розсіває насіння, нехай буде на їжу це вам! І земній усій звірині і всьому птаству небесному, і кожному, що плазує по землі, що душа в ньому жива, уся зелень яринна на їжу для них. І сталося. І побачив Бог усе, що вчинив. І ото, вельми добре воно! І був вечір, і був ранок, день шостий. (Буття 1). |

### Новий Заповіт
- В Марка 10:6 в контексті дискусії про розвід Ісус стерджує, що «Відпочатку створення, Бог створив людей чоловіком та жінкою.» Це тверда вказівка на те, що Сам Ісус вірив у дослівне створення Богом.

- І. глава Євангелія від Івана умисне нагадує І. главу Буття «На початку Бог створив…» з «На початку було Слово, а Слово в Бога було, і Бог було Слово…» Ототожнюючи Слово з Ісусом, Святий Іван твердить, що Слово було діяльне у всьому створенні (Буття 1 говорить «І сказав Бог: Хай станеться світло! І сталося світло.» і т.д….). У парі з наявністю Руаху Божого (що означає Вітер, Дух чи Подих і за звичай перекладається у Кн. Буття 1 «Дух») це вважається християнами як підтвердження доктрини Трійці.

- в Колосян 1:15 Павло твердить, що усі речі були створені в Ісусі, через Нього і для Нього.

## Іслам

### Початки
Бог (араб. Аллах), в Корані, говорить: «Невже невіруючі настільки засліпли, що не бачать, що небеса і земля були з'єднані, а Ми Своєю могутністю розділили їх і створили все живе з неживої води? Хіба можна після всього цього не увірувати, що немає іншого божества, крім Аллаха?.» [21:30]
Іслам, подібно християнським традиціям, твердить, що всесвіт був створений протягом «днів» чи «кроків»: «Воістину, Господь ваш — Аллах, який створив небеса та землю, і все, що на них, за шість днів по Своїм одиницям часу, яких ніхто не знає, крім Нього, і Своєю могутністю поширив Свою безмежну владу на весь Всесвіт і визначив діла Своїх творінь.» [10:3].
Іншою відомою фразою з Корану є «Будь, і є».

### Небеса
Коран голосить: «Потім Аллах звернувся до неба, яке було, як дим, і створив його. Своєю могутністю Йому легко було створити небеса і землю. Він просто сказав їм: „З'явіться по добрій волі чи невільно!“ — і вони підкорилися, говорячи: „Ми прийдемо добровільно“. Аллах створив сім небес за два дні і визначив для кожного неба його призначення, заради якого воно було створено по Його мудрості. Аллах прикрасив найближче небо яскравими зірками, немов світильниками, для керування людям і для охорони від шайтанів, щоби вони не могли чути вісті про мешканців вищих небес. Це прекрасне творіння — постанова Аллаха Великого, Могутнього і Непереможного, який охоплює всяку річ..» [41: 11-12]